# Lawandulol
Lawandulol – organiczny związek chemiczny z grupy terpenoidów wyizolowany w 1942 roku z olejku Lavandula dentata, w którym występuje w stanie wolnym i w postaci estrów, przez H. Schinza i C.F. Seidela. Jest oleistą cieczą o zapachu podobnym do geraniolu. Posiada dwa enancjomery – (+)-lawandulol i (−)-lawandulol. Jest monoterpenoidem o budowie niezgodnej z regułą izoprenową.